# Alaska Wildlife Conservation Center
Koordinaten: 60° 49′ 17″ N, 148° 59′ 4″ W
Das Alaska Wildlife Conservation Center (AWCC) ist ein zooähnliches Tierreservat, das sich in der Nähe von Girdwood in Alaska in den USA befindet. Es wird als Non-Profit-Organisation geführt und ist auf die Haltung heimischer Tiere spezialisiert.

## Lage
Das Alaska Wildlife Conservation Center liegt in einer Entfernung von ca. 65 Kilometern in nordwestlicher Richtung von der Großstadt Anchorage entfernt und ist Teil des gleichnamigen Boroughs. Die östliche Begrenzung bildet der Turnagain Arm, eine Wasserstraße in der Cook-Inlet-Bucht. Im Westen wird das Reservat vom Seward Highway tangiert. Es liegt am Beginn des Portage Valley. Dahinter erstrecken sich die Kenai Mountains mit dem 1173 Meter hohen Bard Peak sowie die Chugach Mountains.

## Geschichte
Unter dem Namen Big Game Alaska gründete Mike Miller, ein naturbegeisterter Privatmann 1993 mit einigen Bisons und Wapitis ein Wildtierreservat in der Nähe von Girdwood. 2000 erhielt dieses den nonprofit status. Im Jahr 2007 wurde der Name von Big Game Alaska in The Alaska Wildlife Conservation Center geändert. Es widmet sich der Erhaltung von Alaskas Wildtieren durch Zucht, Bildung, Forschung und Betreuung. Das Alaska Wildlife Conservation Center dient als Auffangstation und  nimmt das ganze Jahr über verwaiste und verletzte Tiere auf, pflegt sie und bietet ihnen einen neuen ständigen Lebensraum. Auf dem ca. 81 Hektar großen Gelände können die Tiere in ihrer artgerechten Umgebung leben, ihr natürliches Wildverhalten zeigen und dienen den Besuchern gegenüber als Bildungsbotschafter für ihre Art. Das Alaska Wildlife Conservation Center ist außerdem eine Partnerschaft mit dem US Forest Service eingegangen und hat eine zusätzliche Fläche von  45 Hektar angemietet, die speziell den Waldbisons gewidmet ist.
Die Wiederansiedlung und Erhaltung des Waldbisons (Bos bison athabascae) in Alaska und anderen Gebieten in den USA sind ein Hauptanliegen des Alaska Wildlife Conservation Centers. In Zusammenarbeit mit dem Alaska Department of Fish and Game (ADF & G) wird dieses Projekt verfolgt. Im Jahr 2005 wurde ein Memorandum of Understanding zwischen AWCC und ADF & G unterschrieben, das dem AWCC die Führung für das Waldbison-Projekt übertrug und mit einer kleinen Gruppe genetisch reiner Tiere begonnen wurde. Die Zucht der Bisons gestaltete sich erfolgreich und im Jahr 2015 konnten 130 Tiere ausgewildert werde.

## Tierbestand
Im Alaska Wildlife Conservation Center werden nahezu ausschließlich in Alaska vorkommende Tierarten gehalten, dazu zählen folgende Säugetierarten: Grizzlybär (Ursus arctos horribilis), Amerikanischer Schwarzbär (Ursus americanus), Kanadischer Luchs (Lynx canadensis), Mackenzie-Wolf (Canis lupus occidentalis), Kojote (Canis latrans), Rotfuchs (Vulpes vulpes), Waldbison (Bos bison athabascae), Nordamerikanischer Baumstachler (Erethizon dorsatum), Alaska-Elch (Alces alces gigas), Roosevelt-Wapiti (Cervus canadensis roosvelti), Barrenground-Karibu (Rangifer tarandus groenlandicus), Sitka-Schwarzwedelhirsch (Odocoileus hemionus  sitkensis), Moschusochse (Ovibos moschatus) sowie Rothörnchen (Tamiasciurus hudsonicus). An Vogelarten leben im Alaska Wildlife Conservation Center beispielsweise Weißkopfseeadler (Haliaeetus leucocephalus) und Virginia-Uhu (Bubo virginianus).

## Besuchs- und Bildungsprogramme
Zur Beobachtung der Tiere ist es für Besucher möglich, das Gelände zu Fuß, mit dem Fahrrad oder mit dem Auto zu erkunden. Das ganze Jahr über werden auch geführte Touren durchgeführt. Dabei besteht die Möglichkeit, ausgewählte Tiere unter Aufsicht der Ranger zu füttern. Alternativ werden virtuelle Touren angeboten. Darüber hinaus sind für alle Besucher Bildungsprogramme und naturwissenschaftliche Unterweisungen kostenlos verfügbar.

## Galerie
Die folgende Bildreihe zeigt einige Tiere aus dem Bestand des Alaska Wildlife Conservation Centers des Jahres 2019. Die Geweihe der Hirscharten befinden sich in der Wachstumsphase und sind noch mit Bast bedeckt:

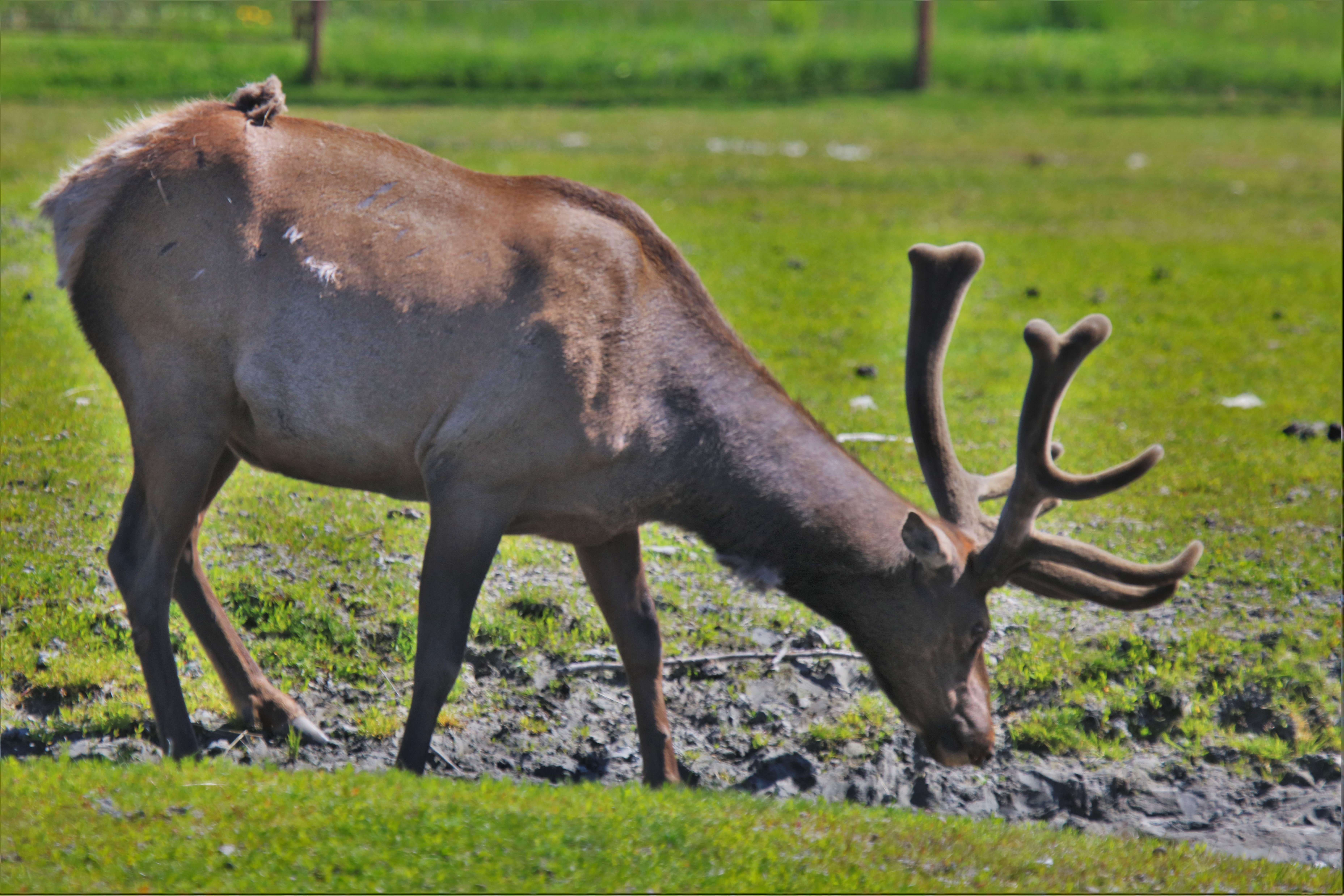
Roosevelt-Wapiti
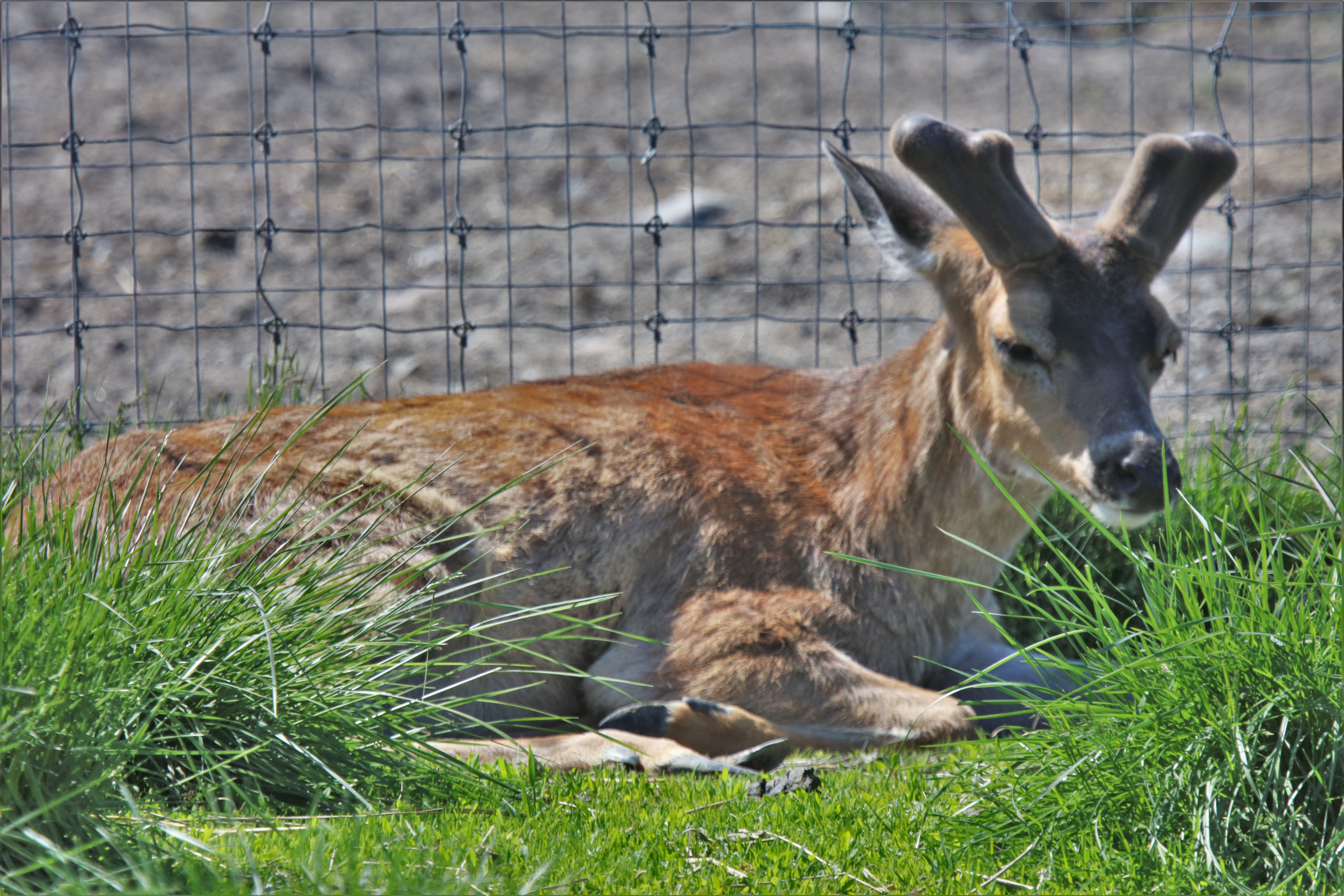
Sitka-Schwarzwedelhirsch
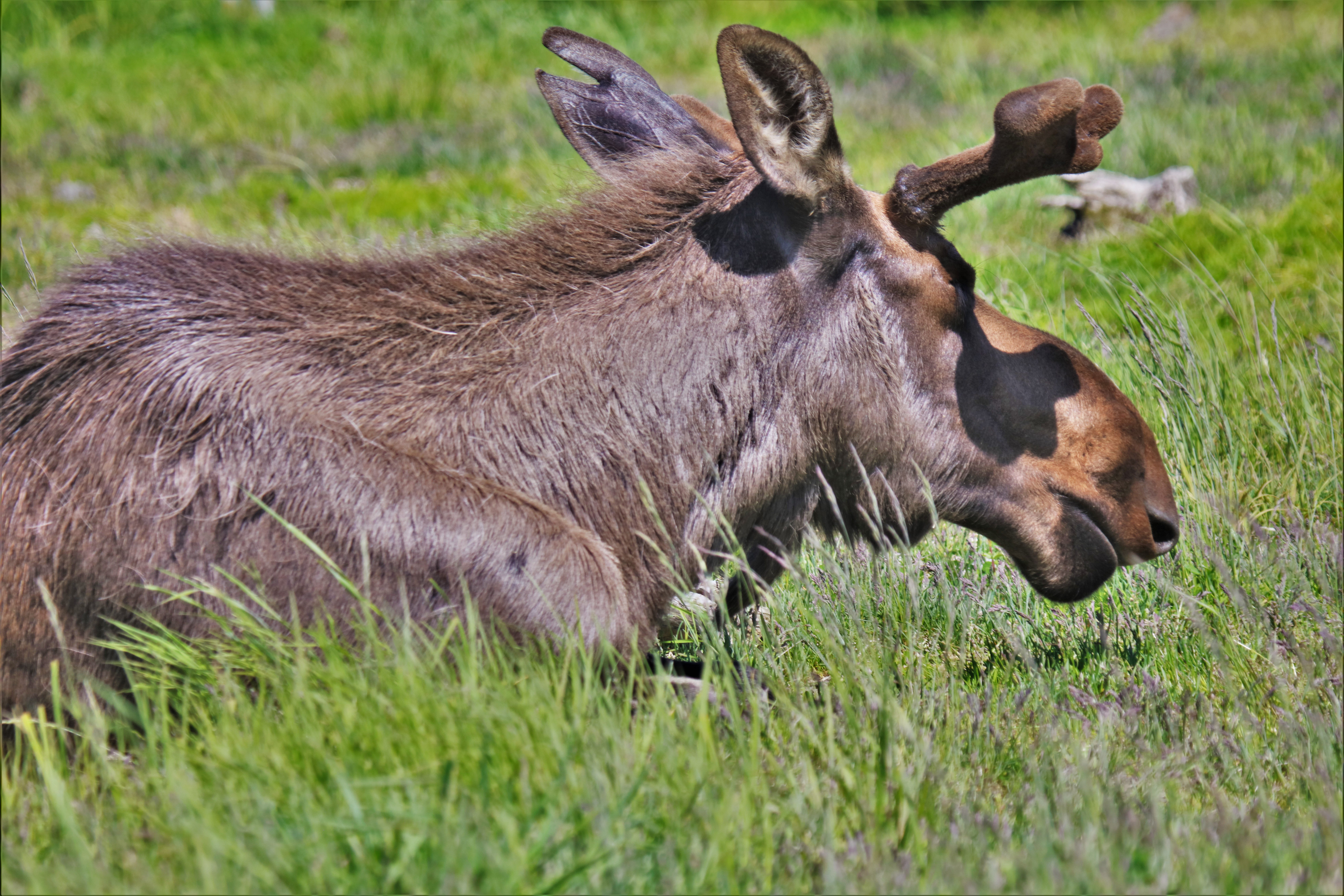
Alaska-Elch
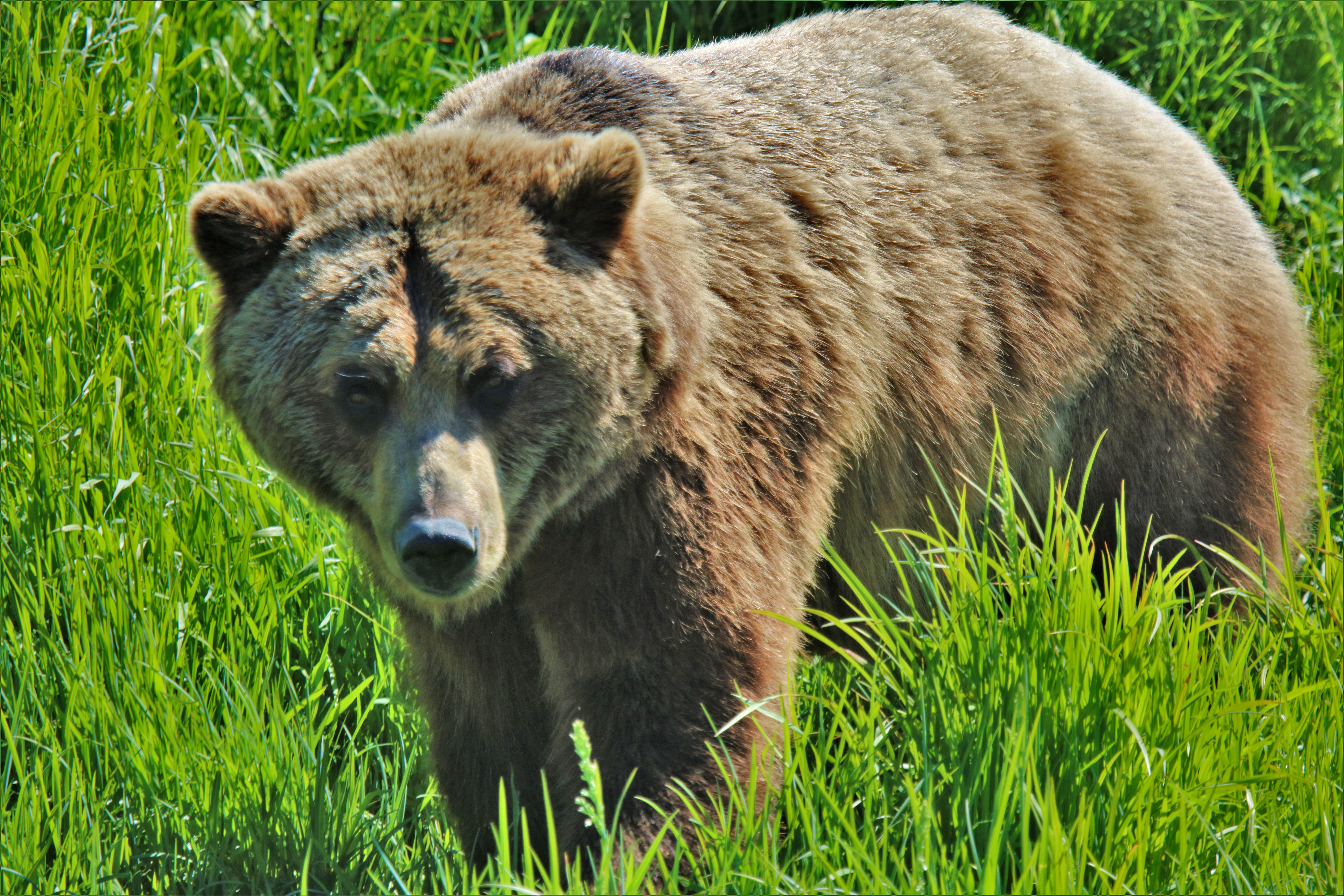
Grizzlybär
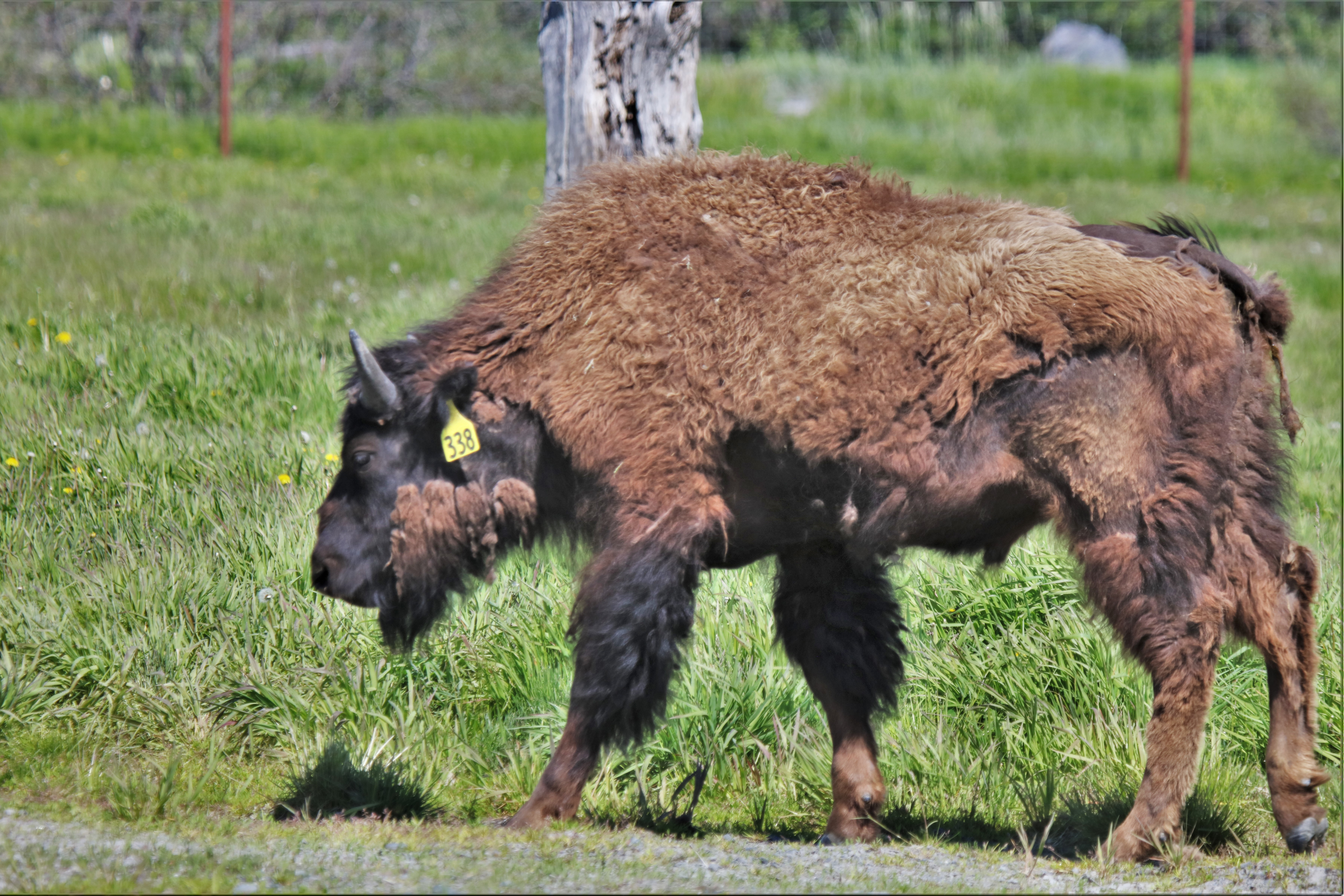
Waldbison (Jungtier)